# Microgale grandidieri
Microgale grandidieri är ett däggdjur i släktet långsvanstanrekar som förekommer på Madagaskar. Artepitetet hedrar den franska naturforskaren Alfred Grandidier.

## Utseende
Arten är med en genomsnittlig kroppslängd (huvud och bål) av 66 mm och en svanslängd av cirka 36 mm inte lika stor som Microgale brevicaudata. Djurets bakfötter och öron är ungefär 12 mm långa och vikten ligger vid 9 g. Allmänt finns bara ett fåtal skillnader i jämförelse med Microgale brevicaudata. Bland annat är klaffarna mellan den andra och tredje premolaren i överkäken (även mellan tredje och fjärde) inte lika påfallande. Hos Microgale grandidieri är dessutom hörntänderna kortare. Arten har även en mjukare päls på ovansidan och i undersidans päls finns inga bruna nyanser i den gråa pälsfärgen.
Håren på ovansidan har ljusbruna och mörkbruna avsnitt och pälsfärgen är därför agouti. Det finns en tydlig gräns mellan den brunaktiga ovansidan och den gråa undersidan. Djuret har svarta morrhår som är 8 till 15 mm långa.

## Utbredning
Microgale grandidieri har två från varandra skilda populationer på västra Madagaskar. Den vistas i låglandet och i kulliga områden mellan 50 och 430 meter över havet. Habitatet utgörs av olika slags skogar som lövfällande skogar, galleriskogar samt buskskogar som kan domineras av taggiga växter.

## Ekologi
Under den kyliga årstiden registrerades nästan inga exemplar. Därför antas att arten håller vinterdvala eller att den intar torpor. Microgale grandidieri har viss förmåga att anpassa sig till skogsbruk.

## Hot
Troligtvis påverkas arten negativ av människans aktiviteter i skogen. I utbredningsområdet etablerades flera skyddszoner. IUCN listar arten som livskraftig (LC).